# Медведева, Евгения Армановна
Евге́ния Арма́новна Медве́дева (род. 19 ноября 1999, Москва) — российская фигуристка, выступавшая в одиночном катании. Двукратный серебряный призёр Олимпийских игр 2018 года (одиночное катание и командные соревнования). Двукратная чемпионка мира (2016, 2017), бронзовый призёр чемпионата мира (2019). Двукратная победительница (2016, 2017) и серебряный призёр чемпионатов Европы (2018). Двукратная чемпионка России (2016, 2017), бронзовый призёр чемпионата России (2015). Двукратная победительница финалов Гран-при (2015, 2016). Серебряный призёр командного чемпионата мира (2017). Победительница (2015) и бронзовый призёр (2014) чемпионатов мира среди юниоров. Победительница (2014) и бронзовый призёр (2013) финала Гран-при среди юниоров.
Воспитанница московской школы фигурного катания, до 2007 года тренировалась в ЦСКА. В 2007—2018 годах тренировалась у Этери Тутберидзе. В 2018—2020 годах тренировалась у Брайана Орсера в Toronto Cricket, Skating and Curling Club. В сентябре 2020 года вернулась в группу к Этери Тутберидзе.
Медведева — первая фигуристка в женском одиночном разряде, которой удалось выиграть чемпионат мира среди взрослых через год после победы на чемпионате мира среди юниоров. Первая фигуристка из России, защитившая титул чемпионки мира. Единственная фигуристка в истории, сумевшая выиграть все главные старты на взрослом уровне два сезона подряд (сезоны 2015/2016 и 2016/2017). По системе оценок, действовавшей до 2018 года, Медведева стала первой фигуристкой в истории женского одиночного катания, которой удалось набрать больше 80 баллов в короткой программе, больше 160 баллов в произвольной программе и больше 240 баллов в сумме. Обладательница исторических мировых рекордов в произвольной программе и по сумме баллов. Четыре раза обновляла мировые рекорды в короткой и произвольной программах, трижды — по сумме баллов.
Мастер спорта России (2013). Мастер спорта России международного класса (2015). Заслуженный мастер спорта России (2016). Кавалер ордена Дружбы (2018).

## Биография
Родилась 19 ноября 1999 года в Москве. Отец — Арман Бабасян, армянский бизнесмен, в прошлом художник. Мать — Жанна Медведева (Девятова) — бывшая фигуристка, чемпионка Москвы, завершила карьеру в 15 лет в связи с травмой, впоследствии работала ассистентом режиссёра на мультипликационной студии «Союзмультфильм», позже занялась рекламным менеджментом. В группе Любови Яковлевой Евгения тренировалась под фамилией Бабасян, позже взяла девичью фамилию бабушки по материнской линии.
В сентябре 2017 года стала студенткой РГУФКСМиТ. В июне 2022 года с отличием защитила диплом на тему «Влияние современного инвентаря на технику исполнения элементов в фигурном катании на коньках». С сентября 2021 года была студенткой МГУ, но в декабре 2022 года сообщила, что больше не посещает занятия в университете. Позднее заявила в социальных сетях о конкретной причине прекращения обучения: «На меня наехал пресс-центр из-за желтушного заголовка к моему интервью. И решили не предоставлять мне материалы для учёбы».

### Увлечения и интересы
В детстве Медведева увлекалась астрономией и рисованием, причём любовь к рисованию сохранилась и в более взрослом возрасте. В свободное от тренировок время занимается игрой на укулеле. Является поклонницей аниме, особенно персонажа Сейлор Мун из одноимённого аниме, а также южнокорейского жанра поп-музыки K-pop, — в частности бой-бэнда EXO. Несколько раз выступала в Японии в образе Сейлор Мун — сначала в шоу Dreams on Ice 2016, затем в 2017 году — на одном из японских телешоу, а также в показательной программе на командном чемпионате мира, проходившем в Токио в марте-апреле 2017 года. Перед официальной церемонией закрытия Зимних Олимпийских игр в Пхёнчхане Медведева исполнила свою давнюю мечту и встретилась с участниками группы EXO.
В декабре 2019 года Медведева объявила о запуске собственного интернет-магазина мерча под брендом Evgenia Medvedeva — в качестве иллюстраций для предметов одежды и аксессуаров фигуристка использовала собственные рисунки. В апреле 2022 года Евгения выложила в своём Telegram-канале видео, в котором танцует в жанре стрип-пластики — одном из её новых увлечений.

### Личная жизнь
В июне 2023 года объявила в социальных сетях, что встречается с фигуристом Дмитрием Чигирёвым, выступающим в парном катании. В октябре 2024 года стало известно, что пара рассталась. Так, в интервью изданию Hello! на вопрос журналиста: «Какие планы на ближайшую пятилетку до следующего юбилея?» Медведева ответила, что она «девушка свободная» и мечтает о большой любви и счастливой семье. Позже в интервью Ксении Собчак Медведева призналась, что их пути с Чигирёвым разошлись.
В июле 2025 года подтвердила отношения с ведущим солистом российского Театра танца Аллы Духовой «Todes» и приглашенным солистом Большого театра Ильдаром Гайнутдиновым.

## Спортивная карьера

### Начало
Евгения Медведева начала заниматься фигурным катанием в возрасте около трёх лет. Родители привели дочь в секцию по советам врачей, для укрепления здоровья. Первое время Медведева занималась в школе фигурного катания при стадионе «Юных пионеров», в группе Елены Проскуриной, которая и поставила спортсменку на коньки. После ухода тренера на пенсию Евгения перевелась в ЦСКА, в группу Любови Яковлевой, а затем в группу Елены Селивановой.
В 2007 году по рекомендации директора школы фигурного катания ЦСКА родители Медведевой перевели дочь в группу Этери Тутберидзе, которая на тот момент работала в ДЮСШ № 8. Позднее, в 2008 году, Тутберидзе со своей группой перешла в СДЮСШОР № 37, которая, в свою очередь, была преобразована в отделение «Хрустальный» ЦСиО «Самбо-70» в 2013 году.
В 2011 году Евгения Медведева вошла в состав сборной России.

#### Первые выступления на национальных соревнованиях
Первым престижным национальным турниром в карьере Евгении Медведевой стало первенство России среди юниоров 2011 года — фигуристка набрала 42,57 балла в короткой программе, 88,93 балла в произвольной программе и 131,50 балла в сумме, по итогу заняв 12-е место.
Позже, в сезоне 2011—2012 годов, Медведева выступила на взрослом чемпионате России, где стала 8-й. В том же сезоне фигуристка приняла участие в первенстве России среди юниоров 2012 года, заняв 6-е место.
В сезоне 2012—2013 годов Евгения выступила на третьем в своей спортивной карьере первенстве России среди юниоров: фигуристке удалось занять на нём 4-е место. Результат на предыдущем первенстве вновь был улучшен, до бронзовой медали Медведевой не хватило 0,94 балла.

### Среди юниоров

#### Сезон 2013—2014: дебют на международном уровне среди юниоров
|                                                                            |  |
| Короткая и произвольная программы, Финал юниорского Гран-при 2013/14 годов |  |

В сезоне 2013—2014 годов Медведева достигла возраста, с которого ISU допускает спортсменов к участию на международных соревнованиях. Она дебютировала на этапе Гран-при среди юниоров в Латвии, где завоевала золото. Затем последовал этап в Польше, который Евгения тоже выиграла.
В финале Гран-при среди юниоров, проходившем в Японии, спортсменка завоевала бронзу, уступив своим соотечественницам — Марии Сотсковой и Серафиме Саханович.
На чемпионате России 2014 года Медведева заняла седьмое место среди взрослых и четвёртое место среди юниоров. Весной 2014 года она стала второй в финале Кубка России по фигурному катанию, пропустив вперёд Анну Погорилую. На чемпионат мира среди юниоров Евгения поехала вместо травмированной Сотсковой и завоевала на соревновании бронзовую медаль.

#### Сезон 2014—2015: победа на чемпионате юниоров
В сезоне 2014—2015 годов Медведева выиграла оба этапа юниорского Гран-при, в которых принимала участие, — в Куршевеле и в Остраве. В финале, проходившем в Барселоне, она завоевала золото, выиграв обе программы.
На чемпионате России 2015 года Евгения впервые выиграла медаль (бронзовую), уступив Елизавете Туктамышевой и Елене Радионовой. На первенстве России среди юниоров финишировала на первом месте, что позволило ей отобраться на свой второй юниорский чемпионат мира. Медведева одержала на нём победу.

### Среди взрослых

#### Сезон 2015—2016: победа на чемпионате Европы и чемпионате мира
|                                                                 |  |
| Короткая и произвольная программы, Финал Гран-при 2015/16 годов |  |

В октябре 2015 года Евгения Медведева начала выступления среди взрослых фигуристов. Она стартовала на Мемориале Ондрея Непелы и завоевала первое место.
Через три недели в Милуоки (США) стала первой на турнире серии Гран-при Skate America.
По итогам выступлений на этапах Гран-при Медведева вышла в финал Гран-при в Барселоне и также одержала победу.
На национальном чемпионате в конце 2015 года фигуристка завоевала золотую медаль. После этого она также заняла первое место на чемпионате Европы 2016 года. На чемпионате мира в Бостоне, в произвольной программе, Медведева установила новый мировой рекорд — 150,10 балла. Евгения стала первой одиночницей в мире, которой удалось выиграть взрослый чемпионат мира сразу после победы на юниорском.
Через некоторое время после победы на мировом первенстве фигуристка в одном из интервью отметила, что достаточно редко посещает школу, поскольку такая возможность у неё есть только по выходным. Также Евгения добавила, что занимается с педагогами индивидуально, а перед чемпионатом мира ей даже пришлось полностью отказаться от учёбы на две недели, «чтобы хватило эмоциональных сил».
22—24 апреля прошёл чемпионат Team Challenge Cup 2016: выступая за команду Европы, Медведева установила неофициальные мировые рекорды в произвольной программе (151,55 балла) и по сумме баллов.

#### Сезон 2016—2017: восемь мировых рекордов и второе золото чемпионата мира
Предолимпийский сезон 2016—2017 годов Медведева начала в октябре с выступления на этапе серии Гран-при в Миссиссоге, где заняла первое место. В ноябре фигуристка выступила на этапе Гран-при в Париже, где ей также удалось завоевать золото. В декабре в финале серии Гран-при в Марселе россиянка снова стала первой, при этом установив нём новый мировой рекорд в короткой программе — 79,21 балла. Кроме того, в том же месяце Евгении удалось выиграть и чемпионат России, проходивший в Челябинске. На нём фигуристка исполнила каскад из трёх тройных прыжков — со стороны Медведевой это была своеобразная «игра с правилами», согласно которым третий тройной тулуп не был засчитан. По словам Евгении, это стало для неё хорошим опытом «не только в техническом, но и в функциональном плане».
На чемпионате Европы 2017 Медведева вновь завоевала золотую медаль, став двукратной чемпионкой Европы. Фигуристка улучшила свой результат в произвольной программе, а также побила мировой рекорд по сумме баллов, ранее принадлежавший кореянке Ким Ён А. После этого Медведева победила и на чемпионате мира в Хельсинки, став двукратной чемпионкой мира.
На командном чемпионате мира 2017 в Токио фигуристка установила мировые рекорды в короткой (80,85 балла) и произвольной (160,46 балла) программах, а также по сумме баллов (241,31).

#### Сезон 2017—2018: олимпийский сезон
|                                                                                  |  |
| Короткая и произвольная программы, Зимние Олимпийские игры в Пхёнчхане 2018 года |  |

Олимпийский сезон 2017—2018 годов Медведева начала в Братиславе, где на Мемориале Ондрея Непелы она финишировала с золотой медалью. Серию Гран-при фигуристка начала в Москве, где на этапе «Кубок „Ростелекома“» ей также удалось одержать победу.
Следом Медведева выступила на этапе NHK Trophy в Осаке, где тоже финишировала первой. Победа на японском этапе обеспечила спортсменке возможность участия в финале Гран-при.
После выступлений в Москве и Осаке Медведева дала интервью, в котором заявила, что выступала на обоих этапах серии Гран-при со стрессовым переломом кости стопы, а на японском этапе и вовсе была вынуждена принять сильные обезболивающие перед произвольной программой. В связи с травмой фигуристке пришлось сначала сняться с предстоящего финала серии Гран-при, а затем пропустить и чемпионат России. Однако уже в январе 2018 года Евгения смогла выступить на чемпионате Европы, проходившем в Москве. По итогу двух программ фигуристка заняла второе место, уступив Алине Загитовой.
На Олимпийских играх в Пхёнчхане в составе команды олимпийских спортсменов из России Евгения завоевала серебряную медаль в командных соревнованиях. За короткую программу фигуристка получила 81,06 балла, тем самым обновив свой же мировой рекорд.
В индивидуальных соревнованиях Медведева в короткой программе заняла второе место, набрав 81,61 балла, — фигуристка исполнила каскад тройной флип-тройной тулуп, тройной риттбергер и двойной аксель. В произвольной программе Евгения одержала победу с результатом 156,65 балла, исполнив каскад тройной флип-тройной тулуп, тройной лутц, тройной флип, тройной риттбергер, каскад двойной аксель-двойной тулуп-двойной тулуп, каскад тройной сальхов-тройной тулуп и двойной аксель. По сумме двух программ фигуристка заняла второе место с 238,26 балла, снова проиграв Алине Загитовой.
4 мая 2018 года стало известно, что Медведева прекратила сотрудничество с тренером Этери Тутберидзе, в группе которой она тренировалась с 2007 года. 7 мая в интервью фигуристка заявила, что её новым тренером стал канадский специалист Брайан Орсер. При этом Евгения отметила, что будет продолжать выступать за сборную России, оставаясь в школе «Самбо-70». Переезд в Торонто для начала тренировок состоялся 16 июня.

#### Сезон 2018—2019: бронза чемпионата мира
Послеолимпийский сезон 2018—2019 годов Медведева начала в сентябре с выступления на канадском турнире серии «Челленджер» Autumn Classic International, на котором заняла второе место, уступив американке Брэди Теннелл. В октябре фигуристка выступила на канадском этапе Гран-при, где завоевала бронзу, уступив Елизавете Туктамышевой и японке Мако Ямасита. В ноябре спортсменка неудачно выступила на французском этапе Гран-при: занимая третье место после короткой программы, она не смогла улучшить положение по итогам произвольной и финишировала четвёртой. Эти результаты не позволили Медведевой принять участие в финале серии Гран-при.
На чемпионате России, проходившем в Саранске, Медведева выступила ещё более неудачно: изначально спортсменка впервые в карьере оказалась на промежуточном 14-м месте, а благодаря произвольной программе улучшила свой результат лишь до 7-й позиции. В итоге Евгения была заявлена на предстоящее первенство Европы только в качестве запасной.
|                                                                        |  |
| Короткая и произвольная программы, Чемпионат России, декабрь 2018 года |  |

В феврале 2019 года Медведева одержала победу в финале Кубка России, который был квалификационным турниром перед чемпионатом мира: Медведевой удалось опередить Елизавету Туктамышеву более чем на балл, тем самым получив возможность выступить на мировом первенстве в Сайтаме. В марте на чемпионате мира она завоевала бронзовую медаль, уступив казахстанской фигуристке Элизабет Турсынбаевой и соотечественнице Алине Загитовой.

#### Сезон 2019—2020: два серебра этапов Гран-при
Сезон 2019—2020 годов Медведева начала в сентябре с выступления на канадском турнире, входящем в серию «Челленджер» — Autumn Classic International. Фигуристка финишировала второй, уступив японке Рике Кихире. В октябре Евгения выступила на канадском этапе Гран-при, где заняла пятое место. В ноябре выступила на российском этапе Гран-при и завоевала серебро. В декабре на чемпионате России в Красноярске Медведева смогла выступить только с короткой программой: спортсменка была вынуждена сняться с турнира из-за повреждения ботинка, поскольку не имела возможности экстренно заменить коньки.

#### Сезоны 2020—21 и 2021—22: неучастие в соревнованиях и завершение карьеры
16 сентября 2020 года стало известно, что Медведева возвращается в группу тренера Этери Тутберидзе. Брайан Орсер связал это со сложностями тренировок по видеосвязи во время пандемии. Евгения была назначена на этапы серии Кубка России, однако позднее снялась по медицинским показаниям. В ноябре 2020 года спортсменка заразилась коронавирусом. Большую часть времени Медведева восстанавливалась. После возвращения фигуристки к тренировкам врачи сообщили ей, что она не успеет подготовиться к чемпионату России в конце декабря.
В августе 2021 года Евгения сообщила о пропуске предстоящего олимпийского сезона. Спортсменка не была включена в состав сборной России на олимпийский сезон 2021—2022.
В апреле 2023 года фигуристка объявила о завершении любительской спортивной карьеры.

## Стиль катания
Тот стиль катания, что демонстрирует Женя — очень лёгкий и по-детски наивный, — стал в женском катании эталонным, и прежде всего для судей.
Спортивная журналистка Елена Вайцеховская связывает высокие соревновательные достижения Евгении Медведевой с особой технической сложностью её программ, которые она, несмотря на это, исполняла безошибочно. По мнению Вайцеховской, в программах фигуристки именно техническая составляющая — в частности, прыжковые элементы — преобладала над хореографической частью. Американский журналист Филип Херш отметил высокую стабильность Евгении в исполнении прыжковых элементов — по его подсчётам, в течение двух взрослых соревновательных сезонов Медведева исполнила 282 прыжка, ни разу не упав.
Соревновательные программы Медведевой не всегда были оригинальными — так, например, в начале сезона 2016—2017 оказалось, что в новой произвольной программе фигуристки все элементы, а также их последовательность были полностью идентичны прошлогодним: единственным отличием являлась музыка. Кроме того, периодически в своих программах Евгения сознательно добавляла к прыжковым каскадам лишние прыжки, несмотря на то, что судьи их не засчитывали, рассматривая как нарушение правил. Хореограф Медведевой Илья Авербух предположил, что таким образом фигуристка показывает, что она может гораздо больше и что существующие правила ограничивают её.

## Тренеры и хореографы
Первым тренером Медведевой стала Елена Владимировна Проскурина, работавшая в школе фигурного катания при стадионе «Юных пионеров». Проскурина дала спортсменке базовые навыки катания, однако вскоре ушла на пенсию. Группу, в которой тренировалась Медведева, перевели к Любови Витальевне Яковлевой, у которой фигуристка тренировалась в СШОР ЦСКА под фамилией Бабасян. По воспоминаниям Яковлевой, на тренировках Евгения всегда была особенно внимательна и прислушивалась к замечаниям тренера, а также умела заниматься как в группе, так и индивидуально. Кроме того, Яковлева отмечала, что фигуристка отличалась от других детей упорством и работоспособностью:
Дети ведь быстро устают от монотонности, а в спорте иногда приходится повторять что-то не раз, не два, и даже не десять. Евгения же была очень настойчивая — пока не получится, не сделает как надо, не сделает лучше всех — не остановится.Любовь Яковлева
Тренируясь в СШОР ЦСКА, Медведева также периодически приезжала на каток в РГУФКСМиТ и занималась с преподавательницей Асмик Варданян. При работе с Евгенией Асмик уделяла особое внимание скольжению, а также отрабатывала с фигуристкой вращения и прыжковые элементы. Как отмечает Варданян, у Медведевой всегда присутствовало желание кататься и учиться чему-то новому, вследствие чего фигуристка всегда приходила на тренировки с удовольствием и занятия проходили «на очень хорошем эмоциональном фоне».
После того, как Любовь Яковлева из-за родов временно приостановила тренерскую деятельность, группа Медведевой была вновь перенаправлена к другой специалистке, на этот раз — к Елене Анатольевне Селивановой. Однако спустя сезон Медведева покинула СШОР ЦСКА, и родители по рекомендации директора армейской школы С. П. Кандыбы перевели её в группу к Этери Тутберидзе. Та, по собственным словам, приняла новую воспитанницу даже не глядя, поскольку не могла отказать в просьбе. На тот момент Тутберидзе работала в ДЮСШ № 8. Позже, в 2008 году, вместе со своей группой она перешла в СДЮСШОР № 37, которая, в свою очередь, была преобразована в отделение «Хрустальный» ЦСиО «Самбо-70» в 2013 году.

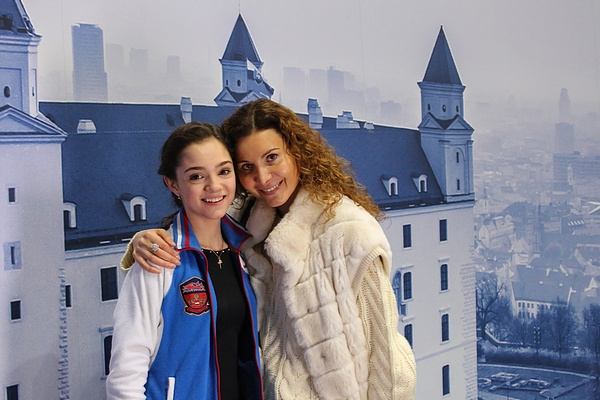
Медведева с тренером Этери Тутберидзе, чемпионат Европы 2016

После перехода в группу к Тутберидзе Евгению, по её словам, поразило, насколько серьёзным был подход к фигурному катанию у нового тренера. Позже Медведева отмечала, что, возможно, не добилась бы высоких соревновательных результатов в своей карьере, если бы занималась с более «мягким» тренером.
С сезона 2009—10 по сезон 2013—14 все программы Медведевой были поставлены тренером Тутберидзе. С сезона 2014—15 по сезон 2017—18 в постановке программ также принимали участие такие хореографы, как Александр Жулин, Илья Авербух, Даниил Глейхенгауз, Дэвид Уилсон, а также Игорь Стрелкин.
Этери Тутберидзе отзывалась о Медведевой как о дисциплинированной фигуристке. Также, по словам тренера, именно мать и бабушка спортсменки оказывали большое влияние на её правильный моральный настрой, позволяющий ей тренироваться продуктивно.
В группе Тутберидзе Медведева тренировалась вплоть до сезона 2018—19 и выиграла все главные старты в своей соревновательной карьере. В конце олимпийского сезона 2017—18 стало известно, что Евгения прекратила сотрудничество с Тутберидзе. Позже фигуристка заявила, что будет продолжать тренироваться у канадского специалиста Брайана Орсера, при этом всё так же выступая за Россию и оставаясь в школе «Самбо-70». Медведева отметила, что принимает такое решение для того, чтобы «использовать новые возможности и другие методики тренировочного процесса и продолжать представлять Россию на самом высоком уровне». В группе Орсера с фигуристкой также начала работать тренер Трейси Уилсон, а новым хореографом Евгении стал Дэвид Уилсон.
Перед началом тренировочной работы с Медведевой Брайан Орсер провёл много времени, просматривая видеозаписи тех моментов в катании фигуристки, на которые он хотел обратить внимание. Одним из них стал её двойной аксель. Другим — её так называемый «флутц»: при заходе на лутц, который прыгается с внешнего ребра конька, Евгения обычно переходила на неправильное внутреннее ребро. Как отмечал американский журналист Филип Херш, во время тренировок в России у Этери Тутберидзе неправильная техника так и не была исправлена, поскольку она редко приводила к снижениям баллов со стороны судей. В то время как Орсер перерабатывал части прыжковой техники фигуристки, Трейси Уилсон была сосредоточена на том, чтобы сделать движения лезвий коньков Медведевой более плавными.
Я всегда испытывала огромное уважение к Евгении из-за ее способности оставаться стабильной и надежной фигуристкой. Однако, когда мы познакомились поближе, я узнала, что она еще обладает безумно твердым характером. И второе, что я открыла в Евгении, — это ее невероятная любовь к фигурному катанию. Конечно, ею движет желание вершить великие дела и стремиться к идеалу, но, помимо всего этого, она действительно любит кататься. Евгения очень напряженно работает, но ты видишь в этом тихую радость.Трейси Уилсон

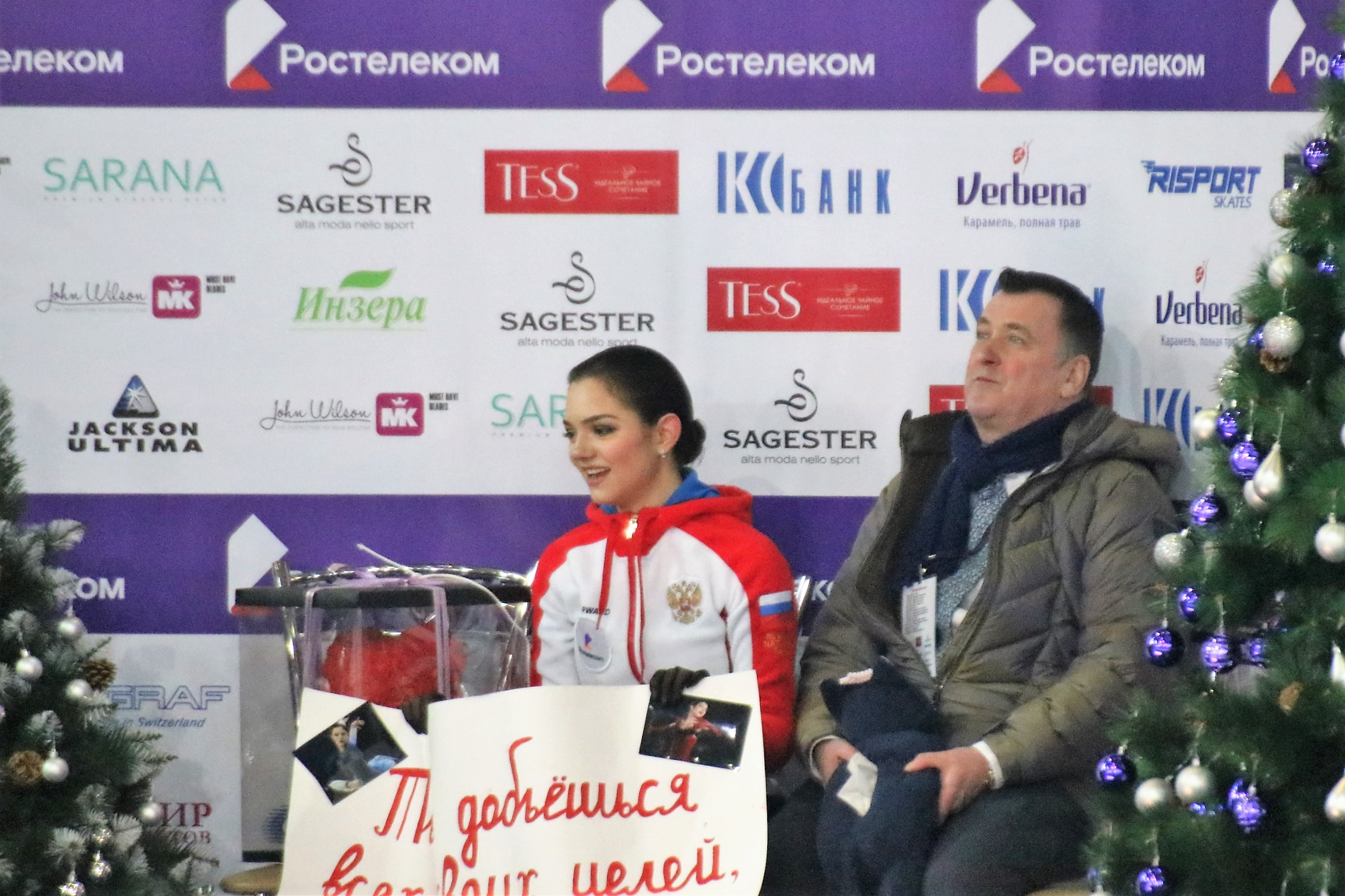
Медведева с тренером Брайаном Орсером, чемпионат России 2019

Короткая программа на сезон 2018—19 была поставлена хореографами Дэвидом Уилсоном и Сандрой Безик: как утверждает Медведева, образ, в котором она выступала в этой программе, был совершенно новым и необычным для неё. Произвольная программа была также поставлена Уилсоном, однако музыку для неё подобрала сама Евгения. Перед чемпионатом России было принято решение сменить короткую программу — на соревновании спортсменка представила номер, поставленный совместно с хореографом Мишей Ге. Он предположил, что подобранная музыка поможет раскрыть сильные черты фигуристки, которая сможет передать свою энергию и страсть, при этом показывая красивое катание.
Программа Дэвида [Уилсона], под которую Медведева начала этот сезон, прекрасная. Думаю, что Евгения к ней еще может прийти. Она идет к тому, чтобы показывать красивое, женственное, женское катание. И, уверен, у нее получится. Даже в этой программе уже виден прогресс, ее катание становится более женственным.Миша Ге
В постановке программ на сезоны 2018—19 и 2019—20 также принимали участие такие хореографы, как Ше-Линн Бурн, Стефан Ламбьель, Джеффри Баттл, Илья Авербух, Джоуи Расселл и Елена Масленникова. Показательные номера «Beautiful Mess» и «Experience», по словам Медведевой, она поставила сама.
После того, как пандемия COVID-19 привела к отмене чемпионата мира в Монреале и закрытию канадских ледовых арен, Медведева и Орсер прекратили тренировки «вживую». Изначально Евгения отправилась в Лос-Анджелес к хореографу Ше-Линн Бурн, для работы над новой произвольной программой, а затем в Японию для участия в шоу, которое впоследствии было отменено. После пребывания на карантине в Японии фигуристка вернулась в Москву. Как отмечал Брайан Орсер, вернуться обратно в Канаду для Медведевой было бы сложно в связи с введёнными иммиграционными ограничениями.
Поскольку всё это время Евгения работала с Орсером по видеосвязи, для них обоих стало очевидно, что фигуристке нужны реальные ежедневные тренировки, поэтому вскоре Медведева сообщила Орсеру о своём намерении вернуться к Тутберидзе. В начале сезона 2020—21 в СМИ появилась информация о том, что фигуристка приняла окончательное решение о возвращении к Тутберидзе. Как отмечал директор школы «Самбо-70» Ренат Лайшев, он, а также всё руководство школы и директор отделения «Хрустальный» были инициаторами этого перехода.

## Программы

### Во время соревновательной карьеры
| Сезон     | Короткая программа | Произвольная программа | Показательные выступления |
| --------- | --- | --- | --- |
| 2020—2021 | Вальс из сюиты «Маскарад» Арам Хачатурян хореограф-постановщик Джеффри Баттл | «Vai Vedrai» «Alegria» «Jeux d’enfants» (музыка из шоу «Alegria» Цирка дю Солей) хореограф-постановщик Ше-Линн Бурн | «Эхо любви» Анна Герман хореограф-постановщик Этери Тутберидзе «Комета» Jony хореограф-постановщик Илья Авербух |
| 2019—2020 | «Exogenesis: Symphony Part 3 (Redemption)» Muse хореограф-постановщик Илья Авербух и Джеффри Баттл | «The Chairman’s Waltz» «Going to School» «Sayuri’s Theme (iTunes Session)» «Sayuri’s Theme and End Credits» «Becoming a Geisha» Джон Уильямс, Йо Йо Ма, Ицхак Перлман (из фильма «Мемуары гейши») хореограф-постановщик Ше-Линн Бурн | «Idontwannabeyouanymore» Билли Айлиш хореограф-постановщик Джоуи Расселл «The Windmills of Your Mind» Мишель Легран в исполнении All Angels «Beautiful Mess» Кристиан Костов хореограф-постановщик Евгения Медведева |
| 2018—2019 | «E lucevan le stelle» Джакомо Пуччини в исполнении Абрама Костелянца (из оперы «Тоска») хореограф-постановщик Миша Ге «Orange Colored Sky» Натали Коул хореограф-постановщик Дэвид Уилсон и Сандра Безик | «Mumuki» «Sur Regresso Al Amor» «Libertango» Астор Пьяцолла в исполнении Йо Йо Ма хореограф-постановщик Дэвид Уилсон | «Faith» May J. хореограф-постановщик Стефан Ламбьель «Миллион алых роз» Raimonds Pauls в исполнении Алла Пугачёва хореограф-постановщик Ше-Линн Бурн «7 Rings» Ариана Гранде хореограф-постановщик Миша Ге «Experience» Людовико Эйнауди хореограф-постановщик Елена Масленникова и Евгения Медведева «Beautiful Mess» Кристиан Костов хореограф-постановщик Евгения Медведева                                                                            |
| 2017—2018 | «Ноктюрн № 20» Фредерик Шопен в исполнении Джошуа Белла хореограф-постановщик Илья Авербух | «Overture» «Dance With Me» «I Understood Something» «Too Late» Дарио Марианелли (из фильма «Анна Каренина») хореограф-постановщик Даниил Глейхенгауз «January Stars» Джордж Уинстон «Divenire» Людови́ко Эйна́уди «The Departure (Lullaby)» Макс Рихтер «Dona Nobis Pacem 2» Макс Рихтер (из телесериала «Оставленные») хореограф-постановщик Илья Авербух | «Кукушка» Кино в исполнении Полины Гагариной (из фильма «Битва за Севастополь») хореограф-постановщик Этери Тутберидзе «Beautiful» Линда Перри в исполнении Кристины Агилеры «Meditation» музыка Жюля Массне в исполнении Владимира Спивакова и Сергея Безродного хореограф-постановщик Илья Авербух «Overture» «Dance With Me» «I Understood Something» «Too Late» Дарио Марианелли (из фильма «Анна Каренина») хореограф-постановщик Даниил Глейхенгауз |
| 2016—2017 | «River Flows in You» Yiruma «The Winter» Balmorhea хореограф-постановщик Илья Авербух | «Extremely Loud and Incredibly Close» Александр Деспла (из фильма «Жутко громко и запредельно близко») «Piano Lesson with Grandma» Александр Деспла (из фильма «Жутко громко и запредельно близко») «Flying» Дэн Каллен хореограф-постановщик Илья Авербух                                                                                               | «Meditation» музыка Жюля Массне в исполнении Владимира Спивакова и Сергея Безродного хореограф-постановщик Илья Авербух «Mamarl» Patax хореограф-постановщик Дэвид Уилсон «Vogue» Мадонна хореограф-постановщик Даниил Глейхенгауз «Moonlight Densetsu» музыка из аниме «Сейлор Мун» хореограф-постановщик Даниил Глейхенгауз «Paroles, Paroles» Далида и Ален Делон «Moi je joue» Бриджит Бардо хореограф-постановщик Илья Авербух                       |
| 2015—2016 | «Мелодии белой ночи» Исаак Шварц хореограф-постановщик Александр Жулин | «Dance For Me Wallis» Абель Коженёвский (из фильма «МЫ. Верим в любовь») «Аллегро» Рене Обри «Charms» Абель Коженёвский (из фильма «МЫ. Верим в любовь») хореограф-постановщик Илья Авербух и Игорь Стрелкин | «Tore My Heart» Oona Garthwaite (музыка из м.фильма «Труп невесты») хореограф-постановщик Алексей Железняков «Rama Lama (Bang Bang)» Рошин Мёрфи «You Raise Me Up» Celtic Woman хореограф-постановщик Этери Тутберидзе и Даниил Глейхенгауз «Останусь» Город 312 «Stayin’ Alive» Bee Gees |
| 2014—2015 | «Шербурские зонтики» Мишель Легран хореограф-постановщик Александр Жулин | «Ein Sommernachtstraum» Ганс Гюнтер Вагенер «Tango Tschak» Hugues Le Bars хореограф-постановщик Этери Тутберидзе | «Stayin’ Alive» Bee Gees «Non, je ne regrette rien» Эдит Пиаф |
| 2013—2014 | «Ballet Russe» Frank Mills хореограф-постановщик Этери Тутберидзе | «Ноктюрн» Эннио Морриконе (из фильма «Калиффа») «Never Gonna Miss You» различные исполнители хореограф-постановщик Этери Тутберидзе | Цыганские мелодии |
| 2012—2013 | «James Bond Theme» Монти Норман и Джон Барри хореограф-постановщик Этери Тутберидзе | «На катере» Евгений Дога «Граммофон» Евгений Дога хореограф-постановщик Этери Тутберидзе | — |
| 2011—2012 | «Rich Man’s Frug» Сай Коулмэн хореограф-постановщик Этери Тутберидзе | «На катере» Евгений Дога «Граммофон» Евгений Дога хореограф-постановщик Этери Тутберидзе | — |
| 2010—2011 | «Limelight» «Tintine» Чарли Чаплин (из фильма «Новые времена») хореограф-постановщик Этери Тутберидзе | «Цыганочка» «Эх раз, ещё раз» Народные песни хореограф-постановщик Этери Тутберидзе | — |
| 2009—2010 | «Соната для фортепиано № 14» «К Элизе» «Симфония № 5» Людвиг ван Бетховен хореограф-постановщик Этери Тутберидзе                                                                                         | «Memory» из мюзикла «Кошки» Эндрю Ллойд Уэббер хореограф-постановщик Этери Тутберидзе | — |

### После завершения любительской карьеры
| Сезон     | Программы |
| --------- | --- |
| 2023—2024 | Вокализ, опус 34, № 14 Сергей Рахманинов в исполнении Аиды Гарифуллиной «Многоточия» Zivert «Летите, летите» Филипп Киркоров «Life» Людовико Эйнауди хореограф-постановщик Анастасия Скопцова |
| 2022—2023 | «Я жду весну» Анна Герман хореограф-постановщик Илья Авербух «Высоко» в живом исполнении Mia Boyka хореограф-постановщик Илья Авербух «Your Love» Димаш Кудайберген хореограф-постановщик Илья Авербух «Grazie» Сардор Милано в исполнении Хиблы Герзмавы хореограф-постановщик Илья Авербух «Кармен» Жорж Бизе хореограф-постановщик Илья Авербух |
| 2021—2022 | «Grazie» Сардор Милано в живом исполнении Хиблы Герзмавы хореограф-постановщик Илья Авербух «Кармен» Жорж Бизе хореограф-постановщик Илья Авербух «Your Love» Димаш Кудайберген хореограф-постановщик Илья Авербух «Vai Vedrai» «Alegria» «Jeux d’enfants» (музыка из шоу «Alegria» Цирка дю Солей) хореограф-постановщик Ше-Линн Бурн «The Chairman’s Waltz» «Going to School» «Sayuri’s Theme (iTunes Session)» «Sayuri’s Theme and End Credits» «Becoming a Geisha» Джон Уильямс, Йо Йо Ма, Ицхак Перлман (из фильма «Мемуары гейши») хореограф-постановщик Ше-Линн Бурн |

## Спортивные достижения

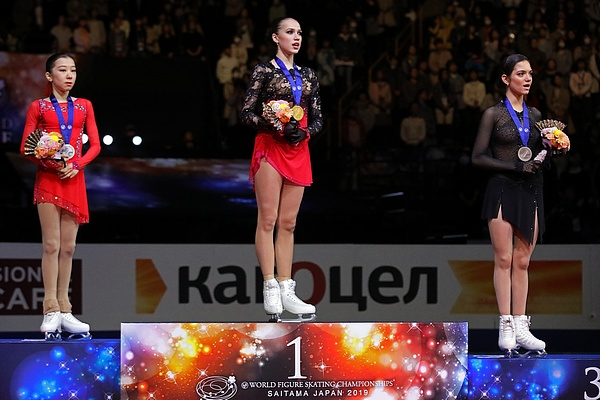
Призёры чемпионата мира 2019 года (слева направо): Элизабет Турсынбаева (серебро), Алина Загитова (золото), Евгения Медведева (бронза)

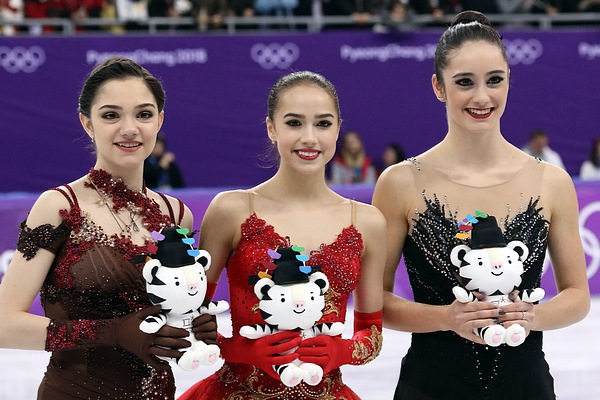
Призёры Олимпийских игр 2018 года (слева направо): Евгения Медведева (серебро), Алина Загитова (золото), Кэйтлин Осмонд (бронза)

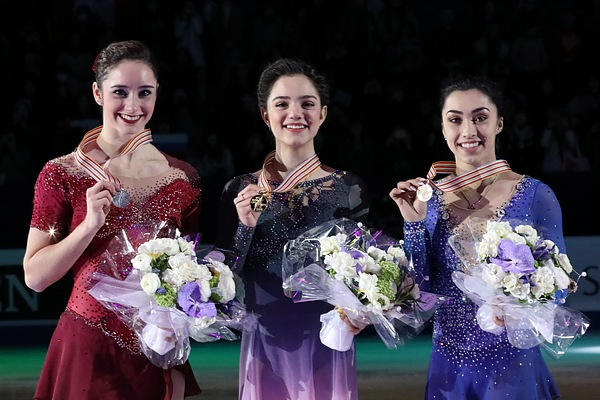
Призёры чемпионата мира 2017 года (слева направо): Кэйтлин Осмонд (серебро), Евгения Медведева (золото), Габриэль Дэйлман (бронза)

| Соревнование                              | 10/11                        | 11/12                        | 12/13                        | 13/14                        | 14/15                        | 15/16                        | 16/17                        | 17/18                        | 18/19                        | 19/20                        |
| Международные индивидуальные              | Международные индивидуальные | Международные индивидуальные | Международные индивидуальные | Международные индивидуальные | Международные индивидуальные | Международные индивидуальные | Международные индивидуальные | Международные индивидуальные | Международные индивидуальные | Международные индивидуальные |
| ----------------------------------------- | ---------------------------- | ---------------------------- | ---------------------------- | ---------------------------- | ---------------------------- | ---------------------------- | ---------------------------- | ---------------------------- | ---------------------------- | ---------------------------- |
| Зимние Олимпийские игры                   |                              |                              |                              |                              |                              |                              |                              | 2                            |                              |                              |
| Чемпионаты мира                           |                              |                              |                              |                              |                              | 1                            | 1                            |                              | 3                            |                              |
| Чемпионаты Европы                         |                              |                              |                              |                              |                              | 1                            | 1                            | 2                            |                              |                              |
| Финалы Гран-при                           |                              |                              |                              |                              |                              | 1                            | 1                            |                              |                              |                              |
| Этапы Гран-при. NHK Trophy                |                              |                              |                              |                              |                              |                              |                              | 1                            |                              |                              |
| Этапы Гран-при. Rostelecom Cup            |                              |                              |                              |                              |                              | 2                            |                              | 1                            |                              | 2                            |
| Этапы Гран-при. Skate America             |                              |                              |                              |                              |                              | 1                            |                              |                              |                              |                              |
| Этапы Гран-при. Skate Canada              |                              |                              |                              |                              |                              |                              | 1                            |                              | 3                            | 5                            |
| Этапы Гран-при. Internationaux de France  |                              |                              |                              |                              |                              |                              | 1                            |                              | 4                            |                              |
| Челленджеры. Autumn Classic International |                              |                              |                              |                              |                              |                              |                              |                              | 2                            | 2                            |
| Челленджеры. Мемориал Ондрея Непелы       |                              |                              |                              |                              |                              | 1                            |                              | 1                            |                              |                              |
| Shanghai Trophy                           |                              |                              |                              |                              |                              |                              |                              |                              |                              | 1                            |
| Международные командные                   |                              |                              |                              |                              |                              |                              |                              |                              |                              |                              |
| Зимние Олимпийские игры                   |                              |                              |                              |                              |                              |                              |                              | 2                            |                              |                              |
| Командные чемпионаты мира                 |                              |                              |                              |                              |                              |                              | 2                            |                              |                              |                              |
| Japan Open                                |                              |                              |                              |                              |                              |                              | 2                            | 1                            |                              |                              |
| Team Challenge Cup 2016                   |                              |                              |                              |                              |                              | 2                            |                              |                              |                              |                              |
| Национальные                              |                              |                              |                              |                              |                              |                              |                              |                              |                              |                              |
| Чемпионаты России                         |                              | 8                            |                              | 7                            | 3                            | 1                            | 1                            |                              | 7                            | WD                           |
| Первенство России среди юниоров           | 12                           | 6                            | 4                            | 4                            | 1                            |                              |                              |                              |                              |                              |
| Финалы Кубка России                       | 2 юн.                        | 2 юн.                        |                              | 2                            |                              |                              |                              |                              | 1                            |                              |
| Этапы Кубка России. I этап                |                              | 2 юн.                        |                              |                              |                              |                              |                              |                              |                              |                              |
| Этапы Кубка России. II этап               | 5 юн.                        |                              |                              |                              | 1                            |                              |                              |                              |                              |                              |
| Этапы Кубка России. III этап              | 9 юн.                        | 2 юн.                        |                              |                              |                              |                              |                              |                              |                              |                              |
| Этапы Кубка России. IV этап               | 7 юн.                        |                              | 4 юн.                        |                              | 2                            |                              |                              |                              |                              |                              |
| Этапы Кубка России. V этап                | 2 юн.                        | 2 юн.                        | 1 юн.                        |                              |                              |                              |                              |                              |                              |                              |
| Международные среди юниоров               |                              |                              |                              |                              |                              |                              |                              |                              |                              |                              |
| Чемпионаты мира среди юниоров             |                              |                              |                              | 3                            | 1                            |                              |                              |                              |                              |                              |
| Финалы юниорского Гран-при                |                              |                              |                              | 3                            | 1                            |                              |                              |                              |                              |                              |
| Этапы юниорского Гран-при. Латвия         |                              |                              |                              | 1                            |                              |                              |                              |                              |                              |                              |
| Этапы юниорского Гран-при. Польша         |                              |                              |                              | 1                            |                              |                              |                              |                              |                              |                              |
| Этапы юниорского Гран-при. Франция        |                              |                              |                              |                              | 1                            |                              |                              |                              |                              |                              |
| Этапы юниорского Гран-при. Чехия          |                              |                              |                              |                              | 1                            |                              |                              |                              |                              |                              |
| Ice Star 2013                             |                              |                              |                              | 1 юн.                        |                              |                              |                              |                              |                              |                              |

## Рекорды и достижения
На протяжении соревновательной карьеры Медведева более 10 раз устанавливала мировые рекорды по баллам, сначала обновляя достижения Мао Асады и Ким Ён А, а позже — свои собственные. По 4 раза спортсменка обновляла мировые рекорды в короткой и произвольной программах, ещё трижды — по сумме баллов.
В августе 2018 года, в связи с изменениями системы судейских оценок и введением шкалы GOE от −5 до +5, решением ИСУ отсчёт рекордных баллов начался заново. Все нижеперечисленные результаты являются историческими.
| Дата                             | Баллы                          | Соревнование                                       | Комментарий                                                                                          | Прим.                          |
| Рекорды по сумме двух программ   | Рекорды по сумме двух программ | Рекорды по сумме двух программ                     | Рекорды по сумме двух программ                                                                       | Рекорды по сумме двух программ |
| -------------------------------- | ------------------------------ | -------------------------------------------------- | --- | ------------------------------ |
| 22 апреля 2017                   | 241,31                         | Командный чемпионат мира по фигурному катанию 2017 | Обновлён собственный рекорд.                                                                         | [ 139 ]                        |
| 31 марта 2017                    | 233,41                         | Чемпионат мира по фигурному катанию 2017           | Обновлён собственный рекорд.                                                                         | [ 140 ]                        |
| 27 января 2017                   | 229,71                         | Чемпионат Европы по фигурному катанию 2017         | Превзойдён рекорд Ким Ён А, установленный в 2010 году на Олимпийских играх.                          | [ 141 ]                        |
| Рекорды в короткой программе     |                                |                                                    | |                                |
| 21 февраля 2018                  | 81,61                          | Олимпийские игры 2018 (личный турнир)              | Обновлён собственный рекорд. Рекорд побит Алиной Загитовой на том же турнире несколько минут спустя. | [ 142 ]                        |
| 11 февраля 2018                  | 81,06                          | Олимпийские игры 2018 (командный турнир)           | Обновлён собственный рекорд.                                                                         | [ 143 ]                        |
| 20 апреля 2017                   | 80,85                          | Командный чемпионат мира по фигурному катанию 2017 | Обновлён собственный рекорд.                                                                         | [ 144 ]                        |
| 10 декабря 2016                  | 79,21                          | Финал Гран-при по фигурному катанию 2016/2017      | Превзойдён рекорд Мао Асады, установленный в 2014 году.                                              | [ 51 ]                         |
| Рекорды в произвольной программе |                                |                                                    | |                                |
| 22 апреля 2017                   | 160,46                         | Командный чемпионат мира по фигурному катанию 2017 | Обновлён собственный рекорд.                                                                         | [ 139 ]                        |
| 31 марта 2017                    | 154,40                         | Чемпионат мира по фигурному катанию 2017           | Обновлён собственный рекорд.                                                                         | [ 140 ]                        |
| 27 января 2017                   | 150,79                         | Чемпионат Европы по фигурному катанию 2017         | Обновлён собственный рекорд.                                                                         | [ 145 ]                        |
| 2 апреля 2016                    | 150,10                         | Чемпионат мира по фигурному катанию 2016           | Превзойдён рекорд Ким Ён А, установленный в 2010 году на Олимпийских играх.                          | [ 146 ]                        |

1. ↑  Подсчёт суммы баллов на данном турнире не вёлся — спортсмены соревновались в короткой и произвольной программах отдельно. Тем не менее, ИСУ принял решение засчитать сумму баллов Евгении Медведевой в обеих программах в качестве нового мирового рекорда.

## Государственные награды и спортивные звания
- Орден Дружбы (27 февраля 2018 года)[147] — «за высокие спортивные достижения на XXIII Олимпийских зимних играх 2018 года в городе Пхёнчхане (Республика Корея), проявленные волю к победе, стойкость и целеустремлённость».
- Заслуженный мастер спорта России (12 апреля 2016 года)[148].
- Мастер спорта России международного класса (3 августа 2015 года)[149].
- Мастер спорта России (21 февраля 2013 года)[150].

## Публичная деятельность

### Реклама
В начале 2018 года стала амбассадором бренда Pantene и снялась для 20-секундного рекламного ролика. В марте 2019 года стала амбассадором бренда Nike и тоже снялась в рекламном ролике: видеозапись содержит кадры тренировок и выступлений фигуристки, а также моменты из её личного архива. В начале 2019 года вместе с другой российской фигуристкой Алиной Загитовой появилась в рекламе японской игры Magia Record: Puella Magi Madoka Magica Gaiden. Сотрудничает с японскими брендами Rivaland и Aniplex.
В феврале 2021 года стала амбассадором маркетплейса Ozon, а в марте — амбассадором бренда Nestlé Fitness. В декабре 2021 года стала амбассадором финансового маркетплейса «Финуслуги», в рекламе которого появилась вместе с шахматистом Сергеем Карякиным.
22 мая 2022 года стала амбассадором компании Siberian Wellness, а 10 ноября — амбассадором бренда INFLUENCE BEAUTY.

### Ледовые шоу
4 января 2019 года выступила в шоу Bolzano Passion Gala в Италии. В марте-апреле 2019 года выступала в шоу «Stars on Ice» в туре по Японии, 20—22 апреля 2019 года принимала участие в ледовом шоу в Корее в рамках мероприятия ThinQ Ice Fantasia, а в мае-июне совершила тур по Японии с ледовым шоу «Fantasy on Ice». С 30 декабря 2019 по 7 января 2020 исполняла главную роль (Дороти) в ледовом шоу Ильи Авербуха «Волшебник страны Оз». С 24 апреля по 17 мая 2020 года выступала в шоу Stars on Ice в туре по Канаде и США. Осенью 2020 года принимала участие в шоу Art on ice на Тайване.
2—5 января 2021 года выступала в шоу Ильи Авербуха «Чемпионы» в Сочи. 5—7 февраля 2021 года приняла участие в командном турнире Кубок Первого канала, где была капитаном команды «Время первых». 7 марта выступала в гала-шоу Ильи Авербуха «Ледниковый период» с новым показательным номером «Комета». В апреле принимала участие в шоу Этери Тутберидзе в туре «Чемпионы на льду». С 9 июля по 18 сентября исполняла роль Кити в ледовом шоу Ильи Авербуха «Анна Каренина» в Сочи. С октября 2021 по январь 2022 года вместе с Даней Милохиным участвовала в восьмом сезоне телешоу «Ледниковый период», в котором они—заняли 3-е место.
2—8 января 2022 года выступала в роли Герды в ледовом шоу Ильи Авербуха «Снежная королева». 1 апреля выступила в ледовом шоу «Влюбленные в фигурное катание» с номером под саундтрек к фильму «Мемуары гейши». 3 апреля 2022 года приняла участие в ледовом шоу «Ледниковый период» в Санкт-Петербурге с новым показательным номером под песню «Your Love» Димаша Кудайбергенова. В апреле 2022 года выступала в шоу Этери Тутберидзе в туре «Чемпионы на льду». 15—16 апреля участвовала в ледовом шоу в честь юбилея Татьяны Тарасовой с новым показательным номером под живой вокал оперной певицы Хиблы Герзмавы. С октября по ноябрь 2022 года снималась в девятом сезоне шоу «Ледниковый период» с Даней Милохиным, пока тот не покинул проект. После ухода Милохина составила пару с актёром Фёдором Федотовым; в этом составе стала вице-чемпионкой программы. 18 марта 2023 года выступила в турнире шоу-программ «Русский вызов» с новым показательным номером под живой вокал певицы Мии Бойки под песню «Высоко».
15 ноября 2024 года состоялось собственное ледовое шоу Евгении Медведевой, приуроченное к её 25-летию.

### Журналистика
С апреля по май 2018 года вместе с Алексеем Ягудиным вела первый сезон шоу «Ледниковый период. Дети». На зимних Олимпийских играх 2022 года в Пекине освещала соревнования по фигурному катанию на «Первом канале» и являлась послом олимпийской сборной России. 25—27 марта 2022 года приняла участие в командном турнире Кубок Первого канала в составе группы поддержки команды «Время первых». С января 2023 года ведёт шоу «Футбольное катание» на YouTube-канале для футбольного клуба «Динамо» (Москва). В апреле 2023 года стала ведущей прогноза погоды на телеканале ТНТ. В сентябре 2023 года запустила на YouTube собственное шоу «БеС комментариев». 23 ноября 2023 года в широкий прокат вышел документальный фильм «Медведева VS Медведева», повествующий о жизни фигуристки в большом спорте.

### Общественно-политическая позиция
В марте 2018 года совместно с фигуристкой Алиной Загитовой и тренером Этери Тутберидзе участвовала в предвыборном митинге-концерте в поддержку Владимира Путина. В 2022 году не поддержала военное вторжение России на Украину: в первый день вторжения, 24 февраля, Медведева написала в своём Instagram: «Чтобы это быстрее закончилось, как страшный сон».

## Телевидение
- «1+1. Этери Тутберидзе и Евгения Медведева» — документальный фильм («Матч ТВ», 22 марта 2016)[197].
- «Из льда и пламени» — документальный фильм (RTД, 14 февраля 2018)[198].
- «Евгения Медведева: зимнее испытание для абсолютной королевы ~3 месяца до Олимпиады в Пхёнчхане~» — документальный фильм (WOWOW, 30 апреля 2018)[199].
- «Последний аксель» — камео[200].
- «Ледниковый период. Дети» — ведущая телевизионного проекта на «Первом канале» (1 апреля — 27 мая 2018)[201][202].
- «Ледниковый период» — участница 8-го и 9-го сезонов на «Первом канале» в паре с Даней Милохиным (2 октября 2021 — 2 января 2022[203], 15 октября[204] — 5 ноября 2022[205]).
- «Ледниковый период» — участница 9-го сезона на «Первом канале» в паре с Фёдором Федотовым (12 ноября 2022 — 14 января 2023)[206].
- «Вечерний Ургант» — гость (выпуски от 8 апреля 2016, 31 января 2017, 13 марта 2018, 4 февраля, 12 июля и 24 декабря 2021)[207].
- «Comedy Club» — гость (выпуски от 1 июня 2018[208], 16 апреля[209] и 31 декабря 2021[210]).
- «Кто хочет стать миллионером» — гость (25 декабря 2021)[211].
- «Суперлига» — гость (27 декабря 2021)[212].
- «Новые танцы» — приглашенный член жюри (24 сентября[213], 17 декабря 2022[214]).
- «Вызов» — участница (15 октября — 17 декабря 2022)[215].
- «Маска» — участница (в образе Шаурмы) (12 февраля — 5 марта 2023)[216].
- «Кондитер» — гость (11 апреля 2023)[217].
- «Шоу Воли» — гость (3 сентября 2023)[218].
- «Медведева VS Медведева» — документальный фильм (23 ноября 2023)[219].
- «Звёздные Танцы» — участница 1-го сезона на «ТНТ» в паре с Ильдаром Гайнутдиновым (3 ноября — 21 декабря 2024)[220].
- «Народный Ледниковый период» — ведущая телевизионного проекта на «Первом канале» (с 14 декабря 2024)[221].